# Îngrășământ
Îngrășământ este un nume generic dat unui produs organic sau mineral, obținut natural sau artificial, folosit în agricultură pentru fertilizarea solurilor. Îngrășămintele hrănesc planta și furnizează elemente chimice esențiale dezvoltării acesteia precum: azot, calciu, fosfor, potasiu (nutrienți ai solului) ceea ce duce la o recoltă mai bogată și la produse agricole de mai bună calitate. Tipul îngrășământului se alege în funcție de tipul solului și de necesitatea tipului de cultură.

## Tipuri de aplicare
- superficială, se aplică un strat de îngrășământ la suprafață cu ajutorul utilajelor sau manual. Se folosește la culturile de cereale
- în profunzime, cu scopul de a evita volatilizarea azotului și de a ușura absorbția fosforului.
- injectat în sol cu ajutorul unor utilaje speciale. Se injectează apa
- pentru ca acesta să se descompună și să elibereze azot.
- prin irigare, îngrășământul este dizolvat în apa pentru irigare
- aplicare foliară, în cazul carențelor de macroelemente, în general se aplică soluții de calciu.[3]

## Îngrășămintele organice
Îngrășămintele organice pot fi de origine animală, vegetală sau mixte cum ar fi: bălegar sau gunoi de grajd, resturi vegetale, produse de decantare a apei epurate, dejecții animale, alge marine și îngrășăminte verzi, culturi destinate pentru a fi îngropate și folosite ca îngrășământ. Acest tip de cultură este cunoscut încă din antichitate. Produsele naturale trec în prealabil prin faza de mineralizare pentru a deveni îngrășăminte. În acest proces intră bacterii și fermenți ce schimbă structura și textura produselor organice ce vor deveni îngrășământ. Îngrășămintele naturale conțin cantități mici de azot, fosfor sau potasiu, lucru care se compensează prin aplicarea în cantități mari în solul de fertilizat, aproximativ 10 tone pe hectar. În afară de aportul de substanțe nutriente, îngrășămintele naturale îmbunătățesc flora microbiană a solului, îmbunătățesc textura solului și favorizează retenția de apă în pământ.

## Biofertilizanți
Biofertilizanții sunt substanțe care conțin microorganisme vii care colonizează rizosfera sau interiorul plantei și ajută la creșterea și achiziționarea de nutrienți pentru planta gazdă. Biofertilizanții se folosesc de acum 20 de ani dar deocamdată la scară redusă. Pot fi un înlocuitor al îngrășămintelor chimice care rezultă uneori dăunătoare mediului înconjurător. 

## Îngrășăminte chimice
Îngrășămintele chimice sau minerale, au apărut în secolul XIX.
În 1910, doi oameni de știință germani, Fritz Haber și Carl Bosch, au dezvoltat ceea ce a trecut în istorie drept procesul Haber-Bosch pentru sinteza industrială a amoniacului în etape succesive. Utilizată inițial în scopuri nu prea nobile (ca produs pentru război), această metodă a deschis calea pentru producția de îngrășăminte chimice. Cel mai important nutrient pentru plante este, de fapt, azotul, însă plantele, în afară de câteva cazuri rare, nu sunt capabile să fixeze independent azotul gazos în atmosferă, ci trebuie să îl absoarbă prin compuși de azot, cum ar fi ureea  (sintetizată din amoniac).Pe lângă azot, celelalte elemente fundamentale pentru producția agricolă sunt fosforul și potasiul, din ale căror inițiale provine celebra prescurtare NPK, care este îngrășământul la baza majorității producției agricole. Dacă cele produse în laborator se numesc îngrășăminte chimice (sau minerale), există și ingrasaminte organice, în care cele trei elemente menționate mai sus sunt legate de carbon și sunt de origine animală sau vegetală.

## În România
Consumul de îngrășăminte minerale din Romania a fost de 2,05 milioane de tone în anul 2014 și de 1,75 milioane de tone în 2013.

## Referință
1. ↑  dexonline
2. ↑  Lluís Argemí d'Abadal; Manuel Rodríguez Rodríguez-Zúñiga (2004), L'agricultura moderna: de l'alimentació al medi ambient (în catalană), Edicions Universitat Barcelona
3. ↑  „copie arhivă”. Arhivat din original la 12 decembrie 2013. Accesat în 7 mai 2013.
4. ↑  AlternativeAgriculture, ISBN-10: 0-309-03985-1
5. ↑  Read "Alternative Agriculture" at NAP.edu (în engleză)
6. ↑  Vessey, J.k. 2003, Plant growth promoting rhizobacteria as biofertilizers. Plant Soil 255, 571-586
7. ↑  Azomures vinde 66% din productie pe piata locala, tinta fiind de 80%, 31 martie 2015, wall-street.ro, accesat la 6 ianuarie 2016